# Zubin Potok
Zubin Potok (v srbské cyrilici Зубин Поток, albánsky Zubin Potok/Zubin Potoku) je město na severu Kosova v Kosovskomitrovickém okruhu. Je centrem stejnojmenné opštiny, kterou tvoří celkem 29 obcí. V roce 2015 mělo asi 15 000 obyvatel. V současné době je součástí tzv. Severního Kosova, neformálního regionu, který neuznává nezávislý stát Kosovo a dál se považuje za součást Autonomní oblasti Kosovo a Metochie, části Srbska.
Město se nachází na řece Ibar a je centrem regionu, známého pod názvem Ibarski Kolašin.. V jeho blízkosti leží pohoří Rogozna (1479 m) a Mokra Gora (2155 m). Proti proudu řeky se nad Zubin Potokem nacházejí dvě umělé přehradní nádrže (Malo jezero a především Gazivode, největší přehrada na území Kosova).
V roce 1455 bylo poprvé v tureckých záznamech zmíněno pod názvem "Zubin dol". V roce 1914, nedlouho po připojení k Srbsku, mělo 1289 obyvatel. Roku 1951 bylo napojeno na jugoslávskou elektrickou síť. Jeho obyvatelstvo tvoří především Srbové, kteří se na území Zubin Potoka dosídlili především z oblasti Černé Hory.